# Gela Bolkwadze
Gela Bolkwadze (gruz. გელა ბოლქვაძე; ur. 16 lutego 1995) – gruziński zapaśnik walczący w stylu klasycznym. Brązowy medalista mistrzostw świata w 2024; piąty w 2022 roku. 
Srebrny medalista mistrzostw Europy w 2022; brązowy w 2024 i 2025. Trzynasty na Igrzyskach Europejskich w 2019. Mistrz świata U-23 w 2018; drugi w 2017. Mistrz Europy U-23 w 2016; drugi w 2017. Mistrz świata juniorów w 2015 i Europy w 2014. Drugi na MŚ kadetów w 2014 roku.